# What's Your Fantasy
What's Your Fantasy  è il singolo di debutto del rapper statunitense Ludacris, estratto dall'album Back for the First Time. È stato prodotto da Shondrae "Bangladesh" Crawford e vi ha partecipato Shawnna.

## Informazioni
Come lo stesso titolo suggerisce, le liriche della canzone sono focalizzate sulla narrazione di esplicite fantasie sessuali (in italiano, What's Your Fantasy significa appunto "Qual è la tua fantasia?"), con riferimento a pratiche di anilingus e di sesso orale.
Al remix ufficiale si aggiungono le rapper Trina e Foxy Brown e il suo testo è ancora più esplicito di quello della versione originale.
What's Your Fantasy ha raggiunto la posizione n. 21 nella chart Billboard Hot 100, la n. 10 nella Hot R&B/Hip-Hop Songs e la n. 12 nella Hot Rap Tracks. In Regno Unito si è piazzata alla posizione n. 19.

## Videoclip
Nel videoclip, Ludacris rappa  in strada a stretto contatto con molte ragazze, dapprima sopra il tetto di un'automobile, poi mentre è alla guida.

## Posizioni in classifica
| Chart (2000)                          | Posizione massima |
| ------------------------------------- | ----------------- |
| Billboard Hot 100 (USA)               | 21                |
| Billboard Hot R&B/Hip-Hop Songs (USA) | 10                |
| Billboard Hot Rap Tracks (USA)        | 12                |
| Official Singles Chart (UK)           | 19                |